# Apple M2
Apple M2 — система на чипі на базі ARM, розроблена Apple Inc. як центральний процесор і графічний процесор для своїх ноутбуків Macintosh. Це друге покоління архітектури ARM, призначене для комп'ютерів Apple Macintosh після переходу з Intel Core на Apple silicon, випущене на зміну M1. Apple представила M2 6 червня 2022 року на WWDC разом із новими моделями MacBook Air і MacBook Pro 13 дюймів, у яких використано M2. M2 виготовлено за технологічним процесом N5P «покращеної 5-нанометрової технології» компанії TSMC і містить 20 мільярдів транзисторів, що на 25 % більше, ніж у M1. Apple заявляє про те, що процесор став до 18 % швидшим, а графічний процесор — до 35 %, порівняно з M1.

## Будова

### Центральний процесор
Apple M2 має чотири високопродуктивних ядра «Avalanche» і чотири енергоефективні ядра «Blizzard», які вперше з'явилися в Apple A15 Bionic, забезпечуючи гібридну конфігурацію, подібну до процесорів ARM DynamIQ і Intel Alder Lake і Raptor Lake. Високопродуктивні ядра мають надзвичайно великий кеш інструкцій L1 об'ємом 192 КБ і кеш даних L1 об'ємом 128 КБ, а також 16 МБ кешу L2; енергоефективні ядра мають кеш-пам'ять інструкцій L1 розміром 128 КБ, кеш-пам'ять даних L1 об'ємом 64 КБ і спільний кеш другого рівня об'ємом 4 МБ. Він також має 8 МБ кеш-пам'яті системного рівня, яка використовується графічним процесором.

### Графічний процесор
Apple M2 має розроблений Apple десятиядерний (восьмиядерний у деяких базових моделях) графічний процесор. Кожне ядро графічного процесора розділено на 32 функціональні блоки, кожен з яких містить вісім арифметико-логічних блоків (ALU). Загалом графічний процесор M2 містить до 320 функціональних блоків або 2560 арифметико-логічних блоків, які мають максимальну продуктивність із рухомою комою (FP32) 3,6 TFLOP.

### Пам'ять
Apple M2 використовує LPDDR5 SDRAM швидкістю 6400 МТ/с в уніфікованій конфігурації пам'яті, спільно використовуваній усіма компонентами процесора. Чипи системи на чипі і оперативної пам'яті монтуються разом у систему в пакеті. Доступні конфігурації 8 ГБ, 16 ГБ і 24 ГБ оперативної пам'яті. Apple M2 має 128-бітну шину пам'яті з пропускною здатністю 102 ГБ/с.

### Інші особливості
Apple M2 містить спеціальне 16-ядерне апаратне забезпечення нейронної мережі Neural Engine, здатне виконувати 15,8 трильйона операцій на секунду. Інші компоненти включають процесор сигналу зображення, контролер накопичувача PCIe, контролер USB4 із підтримкою Thunderbolt 3 і Secure Enclave.
Apple M2 підтримує кодеки 8K H.264, 8K H.265 (8/10 біт, до 4:4:4), 8K Apple ProRes, VP9 і JPEG.

## Продуктивність і ефективність
Apple M2 оснащено швидшими ядрами та більшим кеш-пам'яттю, ніж його попередник, а ядра ефективності були покращені для більшого приросту продуктивності, порівняно з його попередником.
Порівняно з центральним процесором Intel Core i7-1255U, центральний процесор Apple M2 забезпечує майже вдвічі більшу продуктивність за того самого рівня енергоспоживання. Він забезпечує максимальну продуктивність із чвертю рівня споживання енергії.
Порівняно з центральним процесором Intel Core i7-1260P, центральний процесор Apple M2 забезпечує майже 90 відсотків максимальної продуктивності при чверті рівня енергоспоживання.
Порівняно з графічним процесором Intel Core i7-1255U, графічний процесор Apple M2 забезпечує у 2,3 раза більшу продуктивність за того самого рівня енергоспоживання та відповідає його максимальній продуктивності з п'ятою частиною свого енергоспоживання.

## Продукти, які використовують серію Apple M2

### M2
- MacBook Air (M2, 2022)
- MacBook Pro (13 дюймів, M2, 2022)

## Виноски
1. ↑  Тестування проведено компанією Apple у травні 2022 року на тестових 13-дюймових MacBook Pro із  системою Apple M2, 8-ядерним процесором, 10-ядерним графічним процесором і 16 ГБ оперативної пам’яті. Ефективність вимірюється за допомогою обраних галузевих стандартів. Дані про продуктивність 10-ядерного чипа ноутбука, отримані під час тестування Samsung Galaxy Book2 360 (NP730QED-KA1US) з Core i7-1255U і 16 ГБ оперативної пам’яті. Тести продуктивності проводяться з використанням спеціальних комп’ютерних систем і відображають приблизну продуктивність MacBook Pro[1]
2. ↑  Тестування проведено компанією Apple у травні 2022 року на тестових 13-дюймових MacBook Pro зі системою Apple M2, 8-ядерним процесором, 10-ядерним графічним процесором і 16 ГБ оперативної пам’яті. Ефективність вимірюється за допомогою обраних галузевих стандартів. Дані про продуктивність 12-ядерного чипа ноутбука, отримані під час тестування MSI Prestige 14Evo (A12M-011) із Core i7-1260P і 16 ГБ оперативної пам’яті. Тести продуктивності проводяться з використанням спеціальних комп’ютерних систем і відображають приблизну продуктивність MacBook Pro[1]
3. ↑  Тестування проведено компанією Apple у травні 2022 року на тестових 13-дюймових MacBook Pro зі системою Apple M2, 8-ядерним процесором, 10-ядерним графічним процесором і 16 ГБ оперативної пам’яті. Ефективність вимірюється за допомогою обраних галузевих стандартів. Дані про продуктивність 10-ядерного чипа ноутбука, отримані під час тестування Samsung Galaxy Book2 360 (NP730QED-KA1US) з Core i7-1255U і 16 ГБ оперативної пам’яті. Тести продуктивності проводяться з використанням спеціальних комп’ютерних систем і відображають приблизну продуктивність MacBook Pro[1]